# Den finlandssvenska landsbygdsriksdagen
Den finlandssvenska landsbygdsriksdagen samlar landsbygdsaktiva i svenskfinland till en gemensam konferens som arrangeras vartannat år runt om i landskapen.

## Historik
Den finlandssvenska landsbygdsriksdagen har arrangerats på följande orter:
- 2022 Kimitoön, Åboland
- 2020 Lovisa, östliga Nyland
- 2018 Mariehamn, Åland
- 2016 Karis, västliga Nyland
- 2014 Pedersöre, Österbotten
- 2012 Korpo, Åboland [1]
- 2010 Borgå, Öst-Nyland [2]
- 2008 Mariehamn, Åland [3]
- 2006 Karis, Väst-Nyland
- 2004 Närpes, Österbotten
- 2002 Nagu, Åboland
- 2000 Pellinge, Öst-Nyland
- 1998 Såka, Österbotten
- 1996 Kimito, Åboland
- 1994 Ekenäs, Väst-Nyland
- 1992 Vörå, Österbotten
- 1990 Vörå, Österbotten